# Toxicología ambiental

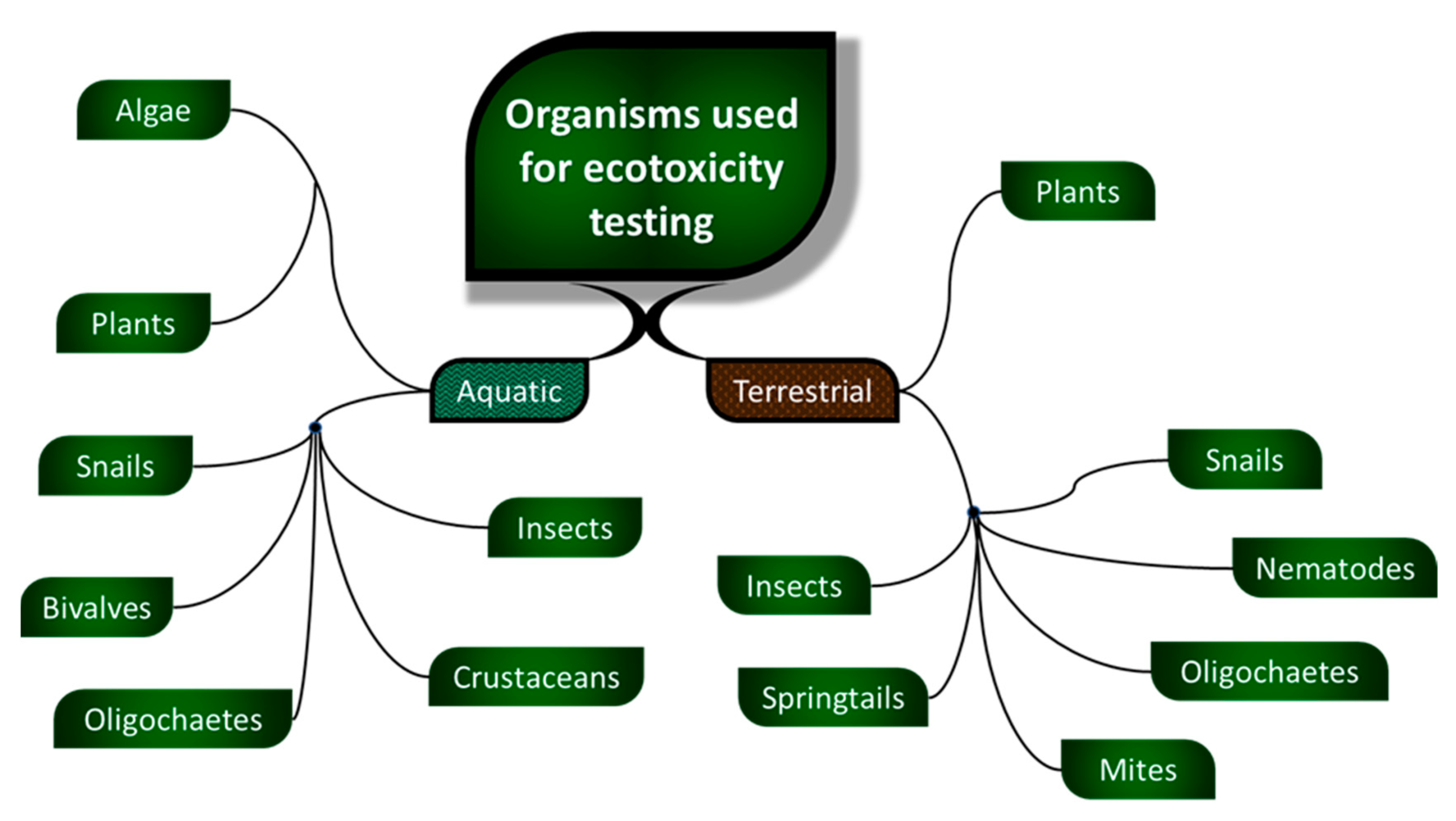
Esquema de Categorías de organismos que se utilizan en las directrices estándar para la evaluación de la ecotoxicidad.

La toxicología ambiental se encarga del estudio de los efectos negativos de diversos agentes químicos, biológicos y físicos en los organismos vivos. Asimismo, estudia evaluar los riesgos de los tóxicos en el medio ambiente.

## Definición de toxicología ambiental
La toxicología ambiental se define como los daños causados a los organismos vivos por diferentes sustancias o agentes químicos, llamados tóxicos o contaminantes ambientales.
La toxicología ambiental también se encarga de evaluar los riesgos de los tóxicos en el medio ambiente.
Dentro de la toxicología ambiental, podemos diferenciar dos ramas:
- Toxicología ambiental: es un campo multidisciplinario de la ciencia que se ocupa del estudio de los efectos negativos de diversos agentes químicos, biológicos y físicos en los organismos vivos.[3][4]
- Ecotoxicología: Estudio de los efectos de los tóxicos ambientales sobre la estructura y el funcionamiento de los ecosistemas, considerados de forma integrada.
  - Diversidad.
  - Estabilidad.
  - Bioacumulación, biomagnificación.
  - Adquisición de resistencia.
  - Bioindicadores.

Además, la toxicología ambiental se apoya en ámbitos de estudio de la toxicología:
- Toxicología analítica (descriptiva): Evaluación de la toxicidad de potenciales tóxicos. Normalmente se realiza sobre animales.
- Toxicología funcional: Examen de los procesos bioquímicos por los que determinados agentes tóxicos tienen un impacto en los organismos y los ecosistemas.
- Toxicología legal: Determinación de usos legales de tóxicos y evaluación de los riesgos ambientales del uso de esos tóxicos.
- Toxicología clínica: Estudia los aspectos de la exposición del hombre a los diferentes tóxicos, los mecanismos como estos actúan en el organismo y las manifestaciones clínicas a que dan lugar, la metodología para su diagnóstico, su prevención y su tratamiento, tomando en consideración todas las ramas de la toxicología y apoyándose en las demás disciplinas médicas.
- Toxicología laboral: Identificación de los agentes tóxicos presentes en el medio ambiente de trabajo y en los modos de producción, determinando los mecanismos de acción de los tóxicos, así como las medidas de prevención, el control de la exposición de los trabajadores y los límites de exposición segura permisibles.
- Toxicología forense: Trata de todos los aspectos médicos y legales de las intoxicaciones y está estrechamente vinculada con la Toxicología Clínica y la Toxicidad Laboral.
- Toxicología bromatológica: Evalúa el control sanitario de los alimentos, generados en la formación del alimento, por el propio alimento o por su fabricante.
- Toxicología farmacéutica: Estudio de las cualidades tóxicas de los medicamentos a corto y largo plazo, márgenes de seguridad y riesgos en su utilización.

## ¿Qué es un tóxico?
Son agentes químicos o físicos que producen efectos negativos en seres vivos.
Deriva de la palabra griega toxicon (punta de flecha).
Podemos dividir los tóxicos por su origen (mineral, vegetal o animal).
Las toxinas son sustancias tóxicas producidas por seres vivos (microorganismos, plantas o animales). Las producidas por animales también las podemos denominar venenos. Los xenobióticos (xenos significa extraño y bios vida) son las toxinas producidas de forma artificial.
Para estudiar el efecto de los tóxicos ambientales debemos tener en cuenta que la toxicidad va a depender de la dosis, el tiempo de exposición, la naturaleza de la sustancia, y la especificidad del organismo.
Además, es necesario conocer la concentración de tóxico que entra en el organismo, las transformaciones que se producen en el metabolismo y en las cantidades en las que se encuentra el contaminante en el cuerpo. Estos estudios pueden realizarse a través de muestreos biológicos o por el uso de biomarcadores.
Para estimar los riesgos que supone a la población la presencia de un tóxico determinado, se utilizan los índices toxicológicos, que se calculan a través de la relación existente entre la dosis del tóxico en cuestión y el índice de respuesta en la población.
El índice toxicológico más utilizado es la Dosis Letal 50 (DL50), es decir, la dosis letal con unidades de miligramos de tóxico por kilogramo de peso del ejemplar que, habiendo sido administrada por vía oral a un grupo, produce la muerte del 50 % de la población en un periodo de dos semanas después del tratamiento.

## Historia de la toxicología ambiental
Rachel Carson está considerada como la madre de la toxicología ambiental, ya que lo convirtió en un campo distinto dentro de la toxicología en 1962 con su libro Silent Spring. Habla sobre los efectos del uso descontrolado de pesticidas. El libro de Carson está basado en una serie de informes de Lucille Farrier Stickel sobre los efectos ecológicos del pesticida DDT.
Los organismos pueden estar expuestos a varios tipos de tóxicos en cualquier etapa de su ciclo de vida, siendo unos más sensibles que otros.
La toxicidad también puede variar según su localización en la cadena trófica.
La bioacumulación ocurre cuando un organismo almacena tóxicos en sus tejidos grasos, que puede desarrollar una cascada trófica y la biomagnificación de tóxicos específicos.
La biodegradación libera dióxido de carbono y agua como subproductos al medio ambiente. Este proceso generalmente está limitado en áreas afectadas por tóxicos presentes en el medio.
Los efectos nocivos de agentes químicos y biológicos, como los tóxicos de los contaminantes, insecticidas, pesticidas y fertilizantes pueden afectar a un organismo y su comunidad reduciendo la diversidad de especies y abundancia. Estos cambios en la dinámica de la población afectan al ecosistema reduciendo su productividad y estabilidad.
Aunque la legislación implantada desde principios de los años 70 intentó minimizar los efectos nocivos de las sustancias tóxicas para el medio ambiente, McCarty (2013) advirtió que “existen limitaciones para la implantación de un modelo conceptual simple, que es la base de la ley actual para los protocolos de muestreo de toxicología acuática” pudiendo conducir a una inminente “edad oscura” de la toxicología ambiental.